# Magyarország a 2018-as fedett pályás atlétikai világbajnokságon
Magyarország az angliai Birminghamben megrendezett 2018-as fedett pályás atlétikai világbajnokság egyik részt vevő nemzete volt, öt sportolóval képviseltette magát.

## Érmesek
| Érem  | Versenyző    | Versenyszám | Dátum      |
| ----- | ------------ | ----------- | ---------- |
| Arany | Márton Anita | súlylökés   | március 2. |

## Eredmények

### Férfi
| Versenyző   | Versenyszám | Előfutam | Előfutam | Előfutam | Elődöntő | Elődöntő | Elődöntő | Döntő   | Döntő    |
| Versenyző   | Versenyszám | Idő      | Hely.    | Össz.    | Idő      | Hely.    | Össz.    | Idő     | Helyezés |
| ----------- | ----------- | -------- | -------- | -------- | -------- | -------- | -------- | ------- | -------- |
| Baji Balázs | 60 m gát    | 7,66     | 3.       | 10.      | 7,64     | 3.       | 10.      | kiesett | kiesett  |

### Női
| Versenyző     | Versenyszám | Előfutam | Előfutam | Előfutam | Elődöntő | Elődöntő | Elődöntő | Döntő   | Döntő    |
| Versenyző     | Versenyszám | Idő      | Hely.    | Össz.    | Idő      | Hely.    | Össz.    | Idő     | Helyezés |
| ------------- | ----------- | -------- | -------- | -------- | -------- | -------- | -------- | ------- | -------- |
| Kerekes Gréta | 60 m gát    | 8,20     | 6.       | 24.      | 8,17     | 6.       | 17.      | kiesett | kiesett  |
| Kozák Luca    | 60 m gát    | 8,16     | 3.       | 16.      | 8,24     | 8.       | 23.      | kiesett | kiesett  |

| Versenyző    | Versenyszám | Döntő    | Döntő    |
| Versenyző    | Versenyszám | Eredmény | Helyezés |
| ------------ | ----------- | -------- | -------- |
| Márton Anita | Súlylökés   | 19,62 m  |          |

| Versenyző     | Versenyszám | 60 m gát | 60 m gát | Magasugrás | Magasugrás | Súlylökés | Súlylökés | Távolugrás | Távolugrás | 800 m   | 800 m | Végeredmény | Végeredmény |
| Versenyző     | Versenyszám | Idő      | Pont     | Eredmény   | Pont       | Eredmény  | Pont      | Eredmény   | Pont       | Idő     | Pont  | Pont        | Helyezés    |
| ------------- | ----------- | -------- | -------- | ---------- | ---------- | --------- | --------- | ---------- | ---------- | ------- | ----- | ----------- | ----------- |
| Krizsán Xénia | Ötpróba     | 8,38     | 1044     | 1,82 m     | 1003       | 13,88 m   | 786       | 6,09 m     | 877        | 2:18,12 | 849   | 4559        | 6.          |